# Hannovers voetbalkampioenschap 1907/08
In 1907/08 werd het vijfde Hannovers voetbalkampioenschap gespeeld, dat georganiseerd werd door de Noord-Duitse voetbalbond. Hannoverscher FC 96 werd kampioen en plaatste zich voor de Noord-Duitse eindronde. De club verloor opnieuw in de eerste ronde van FC Eintracht Braunschweig. 

## Eindstand
| Plaats | Club                       | Wed. | W | G | V | Saldo | Ptn |
| ------ | -------------------------- | ---- | - | - | - | ----- | --- |
| 1.     | Hannoverscher FC 96        | 4    | 3 | 0 | 1 | 23:8  | 6:2 |
| 2.     | FC Eintracht 1898 Hannover | 4    | 2 | 0 | 2 | 9:12  | 4:4 |
| 3.     | BV Hannovera 1898          | 4    | 1 | 0 | 3 | 9:21  | 2:6 |

|  | Kampioen |